# ماكسيم فيودوروف (لاعب كرة قدم)
ماكسيم فيودوروف هو لاعب كرة قدم روسي في مركز الوسط، ولد في 5 أبريل 1989 في راسكازوفو في روسيا. لعب مع دينامو بريانسك وسيسكا موسكو ونادي أكاديمية تولياتي لكرة القدم ونادي توغلياتي لكرة القدم.

## وصلات خارجية
- ماكسيم فيودوروف (لاعب كرة قدم) على موقع Soccerway.com (الإنجليزية)